# Shillingstone
Shillingstone är en by och en civil parish i Dorset i England. Orten har 1 170 invånare (2011).